# Lili St. Cyr
Lili St. Cyr (3 de junio de 1918 - 29 de enero de 1999) fue una vedette y bailarina de estriptis estadounidense.

## Primeros años
Nació en 1918, bajo el nombre de Marie Frances Van Schaack, en Minneapolis, Minnesota. Tuvo una hermana, llamada Rosemary Van Schaack Minsky. Sus abuelos, los Klarquists, dieron de lado a la joven y a sus dos hermanas en el mundo del espectáculo, Dardy Orlando y Barbara Moffett. Habiendo recibido lecciones de ballet en su juventud, empezó a bailar profesionalmente como corista en películas de bajo presupuesto de Hollywood. A diferencia de otras chicas, que tras un golpe de suerte pudieron saltar de entre las filas de las coristas hasta un papel menor en alguna película, St. Cyr tuvo incluso que rogar al mánager del club en el que trabajaba que le permitiese aparecer en solitario sobre el escenario. Con ese espectáculo, que ella misma había coreografiado, causó cierta impresión en el Music Box de San Francisco, donde participó en un número con las llamadas "Duncan Sisters".  Allí fue donde tuvo una revelación: El sueldo de una bailarina era tan sólo una pequeña parte del de una artista del espectáculo. La única diferencia era que la estrella de la noche actuaba desnuda.
Desde los 40, y hasta bien entrado los 50, St. Cyr se convirtió -junto a Gypsy Rose Lee y Ann Corio- en las estrellas de los espectáculos de estriptis. Aunque hoy es relativamente desconocida, su nombre aparecía periódicamente en la prensa de los 50, que informaban asiduamente de sus numerosos matrimonios, las peleas organizadas por ella y sus diversos intentos de suicidio.
St. Cyr se casó seis veces. Sus maridos más conocidos fueron el motorista Cordy Milne, el cómico musical Paul Valentine, el restaurador Armando Orsini y el actor Ted Jordan (en 1955).

## Carrera
La carrera de St. Cyr como bailarina profesional empezó en el Florentine Gardens de Hollywood. Dos años más tarde debutó como estríper en el Music Box, en una producción de Ivan Fehnova. El productor no había visto su espectáculo, pero al parecer había quedado impresionado con su aspecto. La función fue un desastre, pero en vez de despedirla, Fehnova decidió replantear el espectáculo entero. Al final del baile, un tramoyista debía enganchar un anzuelo de pescar en el minúsculo taparrabos de St. Cyr, arrancándoselo mientras se apagaban las luces. Este numerito se convirtió en el famoso "The Flying G" (en esp., el tanga volador), y sería el primero de los numerosos recursos de St. Cyr sobre el escenario. Durante los años siguientes, y a lo largo de numerosas salas de espectáculos, las funciones de St. Cyr -como "la mujer lobo", "la tarde de la fauna", "la bailarina de ballet", "en el harén persa" o "la virgen china" le brindaron enorme fama. Otros de sus números más celebrados fueron "la suicida" (en la que intentaba cortejar a un amante tímido ofreciendo generosas porciones de anatomía) o "la diosa de la selva", en la que simulaba hacer el amor con un loro.
Lili St. Cyr se convirtió en la mujer más conocida de Montreal desde los 40 a los 50. Sin embargo, el clero católico de Quebec condenó su espectáculo declarando que "dondequiera que bailase, el teatro parece apestar con el vergonzoso olor del frenesí sexual" El clamor clerical fue respaldado por el Comité de Moralidad pública. St. Cyr fue arrestada y acusada de "conducta inmoral, obscenidad e indecencia". Se le liberó sin cargos pero las autoridades locales cerraron temporalmente el teatro Gaiety donde había actuado hasta entonces. En los 80,l St. Cyr escribió una autobiografía en francés titulada Ma vie de stripteaseuse". En el libro confesó su cariño por el Gaiety Theatre así como por la calurosa acogida que recibió en Montreal.
Actuando en el club Ciro's de Hollywood (en un espectáculo titulado "la bomba anatómica") fue requerida en los tribunales por un cliente que consideró su espectáculo lujurioso y lascivo.  En el juicio, St. Cyr insistió ante el tribunal que su actuación era refinada y elegante. Tal como señaló, consistía en dejar caer su vestido, probarse un sombrero, dejar caer su sostén -llevando otro debajo- y ponerse un salto de cama. Después de desvestire discretamente tras su asistenta, se zambullía en una baño de burbujas, del que tras retozar un poco salía, más o menos cubierta por la espuma. Después de su declaración como testigo, tal como afirmó un periódico en su momento, "la defensa descansó, como todo el mundo en la sala".  St. Cyr fue absuelta.
Aunque St. Cyr actuó en varias películas nunca tuvo una auténtica carrera en el cine. En 1955 St. Cyr actuó por primera vez en una producción de peso, "Son of Sinbad", bajo el patronazgo de Howard Hughes. La película, descrita por un crítico como "la delicia de un voyeur" (presentando a St. Cyr como la estrella de un harén de Bagdad compuesto por docenas de jóvenes doncellas), fue inmediatamente condenada por la "legión católica por la decencia" local. St. Cyr también tuvo un papel en la adaptación cinematográfica de "The Naked and the Dead" (1958) de Norman Mailer. En esa película, interpretaba a "Jersey Lili", estríper de un club de Honolulu, novia de un soldado que presume ante sus amigos de tener su retrato pintado en el suelo de su tienda. Lamentablemente, las escenas más subidas de tono de la película fueron seccionadas por la comisión censora, quedando como resultado una película bastante descompuesta. De cualquier modo su aproximación a la interpretación fue breve, y pronto recuperó sus papeles secundarios como bailarina o interpretándose a sí misma. Su baile aparece ampliamente registrado en las películas "Varietease" y "Teaserama", de Irving Klaw.
St. Cyr fue igualmente célebre por su faceta como pin-up, sobre todo a raíz de la sesión tomada por Bruno Bernard -conocido profesionalmente como "Bruno de Hollywood"-, un fotógrafo de glamour de primera línea de la época dorada de Hollywood. Bernard afirmó que Cyr había sido su modelo favorita y se refería a ella como su musa.

## Retiro
Cuando St. Cyr se retiró de los escenarios emprendió una carrera empresarial con una línea de lencería que se convirtió en su principal fuente de ingreso hasta su muerte. Al igual que los diseños de "Frederick's of Hollywood", el "Undie World of Lili St. Cyr" (en esp., el mundo íntimo de Lili St. Cyr) ofrecía productos especiales para artistas del estriptis, y emoción para las parejas estadounidenses. En sus catálogos St. Cyr aparecía dibujada o fotografiada luciendo sus modelos, acompañada de prolijas descripciones y muestras de tela. Su campaña publicitaria para las "Scanti-Panties" las anunciaba como "perfectas para llevar a diario, para el escenario o para modelos".

## Fallecimiento
St. Cyr pasó sus últimos años recluida en su domicilio y cuidando de sus gatos. El 29 de enero de 1999 falleció en su casa de Los Ángeles.

## Legado
Tras la muerte de St. Cyr se despertó un renovado interés en el género burlesco, y especialmente sobre Bettie Page, y legiones de entusiastas están redescubriendo las fotografías y películas de Irving Klaw. Este retorno a los 50 se reflejó en un programa especial sobre el mundo del espectáculo burlesco que fue emitido por la A&E en 2001, y en el que se incluían fragmentos del trabajo de St. Cyr.

## Influencias y referencia cultural
Quizás la referencia más notable a St. Cyr es la canción Zip del musical "Pal Joey" (1940), con Richard Rodgers y Lorenz Hart, en la que la periodista Melba Snyder, que quiere volverse bailarina de estriptis canta una canción retóricamente titulada "Who the hell is Lili St. Cyr?" (en esp., ¿Quién diablos es Lili St. Cyr?), dando a entender "¿qué tiene ella que no tenga yo?".
La actriz Cassandra Peterson ganó gran celebridad en 1981 con su personaje de Elvira, luciendo un vistoso escote gracias a una prenda de Lili St. Cyr.
En 1989, uno de los maridos de St. Cyr, el actor Ted Jordan, escribió una biografía sobre Marilyn Monroe, titulada "Norma Jean: My Secret Life with Marilyn Monroe", en la que declaró que St. Cyr y Monroe tuvieron un asunto amoroso. Esta afirmación ha sido mayormente rechazada por los biógrafos de Monroe. La editora del libro de Jordan, que publica para William Morrow and Company le concedió cierta credibilidad al afirmar en una entrevista (1989) con "Newsday" que "Marilyn se había inspirado fuertemente en Lili St. Cyr -su manera de vestir, de hablar, su personaje completo. Norma Jean era una chica tímida y castaña de voz chillona, y fue de Lili St. Cyr de quien aprendió a convertirse en una diosa del sexo."
Lili St. Cyr aparece mencionada en el musical "Rocky Horror Picture Show". Al final del tema "Don't Dream It" cantado por Janet Weiss (Susan Sarandon) la joven, transformada por su despertar sexual, exclama "¡Dios bendiga a Lili St. Cyr!".

## Filmografía
- Love Moods (1952)
- Bedroom Fantasy (1953)
- Striporama (1953)
- Varietease (1954)
- Teaserama (1955)
- Son of Sinbad (1955)
- Buxom Beautease (1956)
- The Naked and the Dead (1958)
- I, Mobster (1958)
- Runaway Girl (1962)